# Свети Георги (Мелисургос)
Вижте пояснителната страница за други значения на Свети Георги.
„Свети Георги“ (на гръцки: Ἱερός Ναός Ἁγίου Γεωργίου) е православна църква в село Мелисургос (Лезик), Халкидики, Гърция, част от Йерисовската, Светогорска и Ардамерска епархия.
Църквата е разположена в северната част на селото. Надпис, вграден в южната му стена, дава датировка 1842 година, която вероятно съответства на възстановяването на храма след разрушаването на по-стар при потушаването на Халкидическото въстание в 1821 година.
В архитектурно отношение е типичната за епохата трикорабна базилика с дървен покрив, женска църква, полукръгла апсида на изток, трем на запад и част от южната страна и четирискатен покрив с керемиди. Зидарията е от чакъл и в нея са включени керамопластични кръстове и сполии от раннохристиянски храм, съществувал на същото място или в близост. На храма са правени различни лоши интервенции, като затваряне на западния вход, отваряне на прозорци на северната стена, разрушаване на женската църква. Претърпява щети в североизточния си край по време на земетресение в 1978 година.
Във вътрешността има ценни икони от XIX век, дело на майстори от Галатищката и Кулакийската художествена школа. На иконостаса са запазени оригиналните царски и апостолски икони. В северния кораб се съхраняват ценни оригинални църковни съдове, както и старопечатни книги. Общо в храма са запазени 27 ценни икони, 12 църковни предмета и 3 старопечатни книги. Някои от иконите са от 1852 и 1853 година, а едно от евангелията е от 1588 година.
В 1984 година църквата е обявена за паметник на културата.
- Икони от храма
- „Свети Антоний“, 59 Χ 85
- „Архангелски събор“, 68 Χ 85.
 Η ΣΥΝΑΞΙΣ ΤΩΝ ΤΑΞΙΑΡΧΩΝ
- „Свети Димитър“ на Атанасиос Маргаритис, 66 Χ 85.
 Ο ΑΓΙΟς ΔΗΜΗΤΡΙ/ος
 1853 / Δέησις τοῦ δούλου τοῦ θεοῦ / Δημητρίου, γκαρίπογλου
 Διὰ χειρὸς ἀθανασίου, / μαργαρήτου ἐκ κολακιᾱς.
- „Свети Николай“ на Маргаритис Ламбу, 66 Χ 86.
 Ο ΑΓΙΟC ΝΙΚΟΛΑΟς
 1853 / Δέησις τοῦ δούλου τοῦ θεοῦ : / νικολάου.
 Διὰ χειρός μαργαρήτη / λάμπου, ἐκ κολακιάς.
- „Свети Георги“, 69 Χ 86.
 Ο ΑΓΙΟΣ Μ(εγαλομάρτυς). ΓΕΩΡΓΙΟΣ.
- „Света Богородица Елеуса“, 64 Χ 86.
 ΜΗ(ΤΗ)Ρ Θ(ΕΟ)Υ / Η ΕΛΕΟΥCA
 ΙΣ ΧΣ
 Μ(ιχαήλ)
 Γ(αβριήλ)
 Δέησις τοῦ δούλου τοῦ θεοῦ / Ιωάννου Κι[…
 Διὰ χειρὸς […] ἐκ κολακιάς
- „Христос Вседържител“, 59 Χ 86.
 ΙΣ ΧΣ / Ο ΠΑΝΤΟ ΚΡΑΤΩΡ.
- „Свети Йоан Предтеча“, 64 Χ 75.
Ο ΑΓΙΟC ·ΙΩ(ΑΝΝΗΣ): Ο ΠΡΟΔΡΟΜΟC ·
 1852
- „Успение Богородично“ от Йоан Анагност, 50 Χ 80.
 Η ΚΟΙΜΗΣΙΣ ΤΗΣ ΘΕΟΤΟΚΟΥ
Δέησις τοῦ δούλου τοῦ θεοῦ Δημητρίου Δήμου συμβίας γοναῖων καὶ τῶν τέκνων αὐτοῦ : 1858 · μαρτίου, 1. χεῖρ, Ἀναγνώστου Ἰωάννου.
- „Неделя на Вси Светии“, 46 Χ 78.
 ΤΩΝ ΑΓΙΩΝ ΠΑΝΤΩΝ Ο ΘΕΙΟΤΑΤΟΣ ΧΟΡΟΣ
- „Света Параскева“, 64 Χ 86.
 Η ΑΓΙΑ ΠΑΡΑΣΚΕΥΗ
 ΤΟΥ ΔΟΥΛΟΥ ΤΟΥ ΘΕΟΥ ΑΝΚΕΛΙς ΔΗΜΟΥ 1872 / ἐν [χιρο]ς [πολιχρονις] στέργι ζωγράφου
- „Свети Модест“, 28 Χ 40.
 Ο ΑΓΙΟΣ ΜΟΔΕΣΤΟΣ (В долната част има нечетлив надпис)
- „Св. св. Константин и Елена“, 28 Χ 40.
 Ο ΑΓΙΟΣ ΚΩΝΣΤΑΝΤΙνος Η ΑΓΙΑ ΕΛΕΝΗ
 ΒΑΝΚΙΛΝΕΣ ΔΗΜΗΤΡΙΟΥ
- „Свети Апостол Тома“, 28 Χ 40.
 Ο ΑΓΙΟς ΘΩΜΑς
- „Свети Апостол Андрей“, 28 Χ 40.
 Ο ΑΓΙΟς ΑΝΔΡΕΑς
- „Свети Апостол Филип“, 28 Χ 40.
 Ο ΑΓΙΟς ΦΙΛΙΠΟς
- „Свети 40 мъченици“, 28 Χ 40.
 ΟΙ ΑΓΙΟΙ ΤΕΣΣΑΡΑΚ ΟΝΤΑ ΜΑΡΤΥΡΕΣ
- „Свети Апостол Петър на трон“, 28 Χ 40.
 ΑΠΟΣΤΟΛΟς ΠΕΤΡΟΣ
- „Свети Апостол Павел“, 28 Χ 40.
 ΑΠΟΣΤΟΛος ΠΑΥΛΟΣ
- „Успение Богородично“, 28 Χ 40.
 Η Κοίμησις της Θεοτόκου
- „Свети Йоан Предтеча на трон“, 28 Χ 40.
 Ο ΙΩΑΝΝΗΣ ΠΡΟΔΡΟΜΟς (рядък иконографски пример)
- „Света Богородица на трон“, 28 Χ 40.
 ΜΗ(ΤΗ)Ρ Θ(Ε)ΟΥ
- „Тайната вечеря“, 28 Χ 40.
 ΜΥΣΤΙΚΟΣ ΔΕΙΠΝΟΣ
- „Влизане в Йерусалим“, 28 Χ 40
- „Въведение Богородично“, 28 Χ 40.
ΤΑ ΕΙΣΟΔ(ια) / ΤΗς ΘΕΟ(τοκου)
- „Свети Димитър“, 28 Χ 40.
Ο ΑΓΙΟΣ ΔΗΜΗΤΡΙΟΣ
- „Кърщение Господне“, 28 Χ 40.
Η ΒΑΠΤΙΣΙΣ ΤΟΥ ΧΡΙΣΤΟΥ (В долната част има нечетлив надпис)